# Ivo Smoje
Ivo Smoje (Osijek, 21 novembre 1978) è un allenatore di calcio ed ex calciatore croato, di ruolo difensore.

## Caratteristiche tecniche
È un difensore centrale.

## Carriera

### Club
Nel 2002 passa in prestito dalla Dinamo Zagabria al Kamen Ingrad, società che lo acquista definitivamente a prestito concluso.

### Allenatore
Nell'ottobre 2023 succede a Stjepan Tomas la panchina dell'Osijek. Guida i Bijelo-Plavi solo in occasione del match di campionato vinto 3-0 contro il Rudeš.